# 창힐수입법

창힐수입법의 정체자 코드

창힐수입법(倉頡輸入法)은 한자 입력법중 하나로, '중국어 컴퓨터의 아버지(中文電腦之父)'로 유명한 주방푸(朱邦復)가 1976년에 발명한 입력법이다. 초기에는 정체 중국어판만 지원했으며, 원래 이름은 형의검자법(形意檢字法)으로, 컴퓨터로 한자를 처리하는 문제를 해결하기 위한 한자 입력, 자형 출력, 내부 코드 저장, 한자 순서 정렬 등을 포함하였다. 주방푸가 이 입력법을 고안했을 당시, 그는 삼군대학(三軍大學)의 중국어 통신 시스템을 발전시켰으며, 당시 삼군대학 총장의 장웨이궈는 상고시대 창힐의 문자를 기리기 위해, 1978년에 이를 다시 창힐로 명명하였다.
1982년, 주방푸가 창힐수입법에 대한 특허권을 포기하고, 컴퓨터의 중국어화를 강력하게 추진하였다. 현재 대부분의 작업 시스템, 심지어 일부 전자사전도 창힐수입법이 첨부되어 있고, 정체자 중국어 키보드에도 대부분 창힐수입법의 자근이 키에 인쇄되어 있다. 정체자 중국어권에서 창힐수입법은 가장 보편적으로 보급된 자형 입력법 중 하나이다.
창힐수입법은 다양한 플랫폼에 적용할 수 있으며, 주류 중국어 운영 체제와 대부분의 전자 사전에 내장되어 있다. 일부 자전, 사전 또는 온라인 중국어 사전은 검색 도구로 창힐 코딩을 사용한다.

## 개요

### 역사

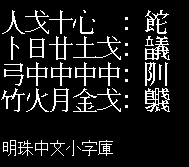
문자 생성기 명주(明珠)에서 코드에 따라 문자를 생성한 예이다. 어떤 예제도 유니코드에 포함되어 있지 않다. 첫 번째 문자는 ⿰飠它로, 쉬저우 시의 국물요리에 관한 것이다. 다른 문자는 기록되지 않았다.

주방푸(朱邦復)가 대만으로 돌아온 1973년 봄, 그는 중국어 타자기를 개선하기 위해, 중국 검색 방법을 연구하기 시작했다. 이는 약 3년이 걸렸으며, 후반에 국립 타이완 대학 중문학과를 졸업한 선훙롄(沈紅蓮)을 조수로 도우면서, 1976년 말에 처음으로 52자의 한자를 사용하여, 한자를 3개 코드로 파자하는 "形意檢字法"을 발표했다. 당시 삼군대학(三軍大學)은 중국어 통신 시스템을 개발할 인력이 필요하지 않았지만, 40세의 주방푸는 즉시 이 직책을 맡았는데, 당시 그는 컴퓨터를 이해하지 못하였으며, 이때서야 비로소 프로그래밍 언어를 접하기 시작했다.
주방푸와 그의 조수인 선훙롄은 1978년 8월에 파자법을 다시 계획하면서, "머리 둘 몸 셋(首二身三,수이신삼)"의 규칙을 사용하여, 일반 컴퓨터 키보드에 맞게, 검색된 문자의 수를 52개에서 26개로 줄였다. 자모를 줄이기 전에, 원래 설계는 동일한 키에 두 개의 한자를 배치하고 Shift 키를 사용하여 두 문자를 구별하는 것이었다.
1979년 삼군대학(三軍大學)의 군사 단거리 중국어 통신 실험이 성공적으로 진행되었으며, 주방푸는 내부 코드로 한자를 구현하기 위해, 한자 규칙 정보를 저장하고, 컴퓨터 처리 한자 문제를 해결했다. 삼군대학 총장인 장웨이궈(蔣緯國)는 "창힐수입법(倉頡輸入法)"이란 이름을 부여했다. 같은해 12월 주방푸는 Acer Computer와 협력하여, 프로그래밍 언어, 중국어 시스템 및 응용 소프트웨어가 내장된 "톈룽 중국어 컴퓨터(天龍中文電腦)"를 개발했으며, 이듬해 시장에서 판매되어 호평을 받았다. 이 중국어 시스템은 창힐코드를 기반으로 하여, 수만개 문자와 높은 효율성을 가졌다. 행정원장장(行政院長獎)을 수상했다.
주방푸는 창힐수입법을 지속적으로 개선했다. 동년에, 그는 애플 II 컴퓨터용으로 설계된 "漢卡(한카,Hanka)"제품에 사용된 제2대 창힐수입법을 출판했다. "한카"는 항공기에 대한 중국어 인터페이스를 제공하고, NT $ 1,500 에 판매되므로, 중국인이 저렴한 비용으로 컴퓨터에서 한자를 처리할 수 있다.
1982년 주방푸는 《강희자전》에서 4만 단어 이상을 선택하여, 제2대 창힐을 개선하여, 큰 문자의 입력에 적응시킨, 제3대 창힐수입법을 발표했다. 같은 해, 그는 창힐수입법의 특허권을 공개적으로 포기함으로써, 컴퓨터의 중국어화에 촉진하여, 오늘날 대부분의 운영 체제, 심지어 일부 전자 사전에도 창힐수입법이 수반된다. 창힐수입법은 정체자 한자 문화권에서 가장 인기 있는 자형 입력법 중 하나이다.
주방푸는 원래 "한자기인(漢字基因)"이론을 바탕으로 "창힐계통(倉頡系統)"을 만들고자 했으며, 창힐 코드를 사용하여 한자의 모양, 소리, 의미, 코드, 순서, 분별의 6가지 주요 문제를 처리했다. 창힐 코드의 원래 목적은 중국어 문자를 검색하고 정렬하는 것으로, 이 코드는 머릿글자(字首)와 몸글자(字身)이란 개념을 가지고 있으며, 머릿글자는 분류로 사용되며, 몸글자는 보충으로 사용되어, 컴퓨터가 한자를 "이해"함으로써 나아가 단어와 글자 의미의 이해에 도달하여, 사람들과 의사 소통을 할 수 있다.
한자 검색의 목적상, 창힐 코드는 시각적 식별 원리를 기반으로 하여, 한자의 미묘한 특징을 반영 할 수 있으며, 거의 모든 자형 및 이체자들이 각기 다른 코드를 가지므로, 중국어 입력 방법에서 중복 코드 비율이 가장 낮다. 창힐수입법은 일반 시스템에서 가장 큰 지원 문자 인코딩이기 때문에, 거의 모든 시스템에서 볼 수 있는 한자는 창힐수입법(시스템)으로 입력할 수 있으므로 중화권 사람이 사용하는 주요 입력 방법이 되었다. 그러나, 오늘날의 주류 컴퓨터 시스템은 창힐 입력 방법만 제공하고 창힐 시스템 전체를 사용하지 않기 때문에, 창힐 내부 코드, 자형 생성기, 대규모 문자 인코딩 등은 구현되지 않다.

### 장·단점
초기 개발 당시부터 저작권이 없어, 창힐수입법의 인기는 중국 컴퓨터 시스템에서 매우 높다. "중국 시스템이 있는한, 창힐수입법이 있어야 한다."라고 했으므로, 창힐을 배우면, 이론상으로 사용할 수 없다는 것에 우려할 필요가 없다. 또한 창힐의 중복 코드 비율은 매우 낮아서, 원고나 키보드만 보고도 입력할 수 있으므로 "키를 보지 않고 치기"를 달성하기 위해 단어를 선택하는데 화면에 집중할 필요가 없다. 창힐수입법의 자근은 여러 가지 자형 입력 방식보다 간단하며 기억하기 쉽다. 키보드의 숫자 및 기호 키를 중국어 자근 키로 사용하지 않아도 되며, 입력 중에 손가락 움직임의 범위는 영어 입력과 유사하며, 기호 및 숫자 입력 문제와 랩톱의 키보드에서 발생하는 위치 변경 문제를 없애준다. 한자 파자에 대해 명확하고 엄격한 규칙이 있으며, 파자 규칙에 대해 익숙하다면, 거의 대부분의 한자 파자에 대해 논쟁의 여지가 없다.
창힐수입법이 위의 장점을 가지고 있지만, 검색을 고려해, 보다 복잡한 코딩 규칙,내결함성 코딩,글꼴 문제,버전 차이 문제가 있고, 코드를 가져오거나 문제 발생시, 약간 복잡한 규칙 등으로 여러 비판을 받아 왔다. 또한 창힐수입법은 일반적으로 쓰이는 문자의 빠른 입력을 위한 간단한 코드를 설계하지 않았으며, 오필과 유사한 구문 입력 방법이 없으며, 구두점의 입력 또한 약간 불편하여, 가장 빠른 중국어 입력법이 되지 못했다.
그러나 창힐수입법의 일부 파생버전에서, 내결함성 코딩, 단축 코드 등을 추가하는 등 위의 비판을 개선하였다. 이들은 모두 원본 창힐수입법에서 파생 버전으로 쉽게 이전할 수 있다고 홍보하고 있다. 일부 버전에서는 입력 속도가 빨라졌다. 예를 들어, 다신창힐수입법(大新倉頡輸入法)은 현재 중국 컴퓨터 입력법 중 가장 빠른 기록을 가지고 있다.
창힐은 몇 가지 특징들이 경쟁사나 비평가에게 단점으로 지적되지만, 입력기를 연구하는 사람들은 동의하지 않는다. 예를 들어 필획과 필기 획순이 아닌 자형에 따라 코드를 가져오기 때문에, 동일 획이 여러개로 잘려 나갈수도 있다. 비평가들은 한자의 논리를 침해하고 한자를 "간접적인"것으로 만드는 것을 단점이라고 생각한다. 이 반박은 한자가 모양에 따라 분석될 때, 문자 구조와 자전의 부수 부분을 분석하는 것을 말하며, 획순에 따르지 않거나 심지어 필획을 자르지 않으므로, 주관적으로 받아 들여지는 것이다. 무하미수입법(嘸蝦米輸入法) 고안자 등 일부 경쟁상대에서 창힐수입법을 비판하는데 쓰기도 하나, 일부 입력기 연구자는 이에 동의하지 않고 있다.

### 최신버전
현재 창힐수입법의 최신 공개버전은 제5대이며, 가장 널리 사용되고 가장 많이 사용되는 버전은 제3대이다. 창힐 제3대는 창힐 제5대와 크게 다르지 않다.
주방푸의 조수이자 창힐검자법(蒼頡檢字法)을 고안한 선훙롄(沈紅蓮)은 수시로 "제6대" 창힐이라고도 하나, 실제 사용에서는 일반적인 창힐수입법의 새 버전으로 간주되지 않으며, 반대로 창힐에서 파생된 새로운 입력기와 비슷하다. 이것은 3대 창힐 또는 5대 창힐과 크게 다르며, 자근 수가 현저하게 증가하고, 코드 분리에 대한 규칙도 많이 변경되었다. 주방푸,선훙롄의 두 사람이 개발한 창힐 시스템 상에서 적용되었으며, 시스템 글꼴은 역대 문헌에서 10만자 이상을 포함하고, 창힐 코드를 내부 코드로 사용되며, 중복 코드 비율은 5% 미만이다.

## 입력 인터페이스
마이크로소프트 윈도우
- 마이크로소프트 윈도우에서 창힐을 사용할 때는 특별한 인터페이스가 필요없다.

維基百科竹木卜十　
이 작은 상자는 텍스트 옆에 나온다.
- 사용자는 "*"(Shift + 8)을 사용하여 알 수 없는 코드를 나타낼 수도 있다.

維基廿＊土　
결과는 속성수입법의 결과와 같다.
macOS
- macOS에서 Z 키는 "重(중)"이고 "重"은 알 수 없는 코드를 나타낸다.

維基百竹重重十
維基百科

## 버전 연혁
- 1977년 : 주방푸(朱邦復)는 12,000자의 《국어사전(國語辭典)》에 따라 설계된, 대만의 제1대 창힐을 발표했다.
- 1980년 : 제1대 창힐에 약간의 조정이 가해진, 제2대 창힐이 출시되었다.
- 1982년 : 강희자전을 바탕으로 4만자가 선정되었고, 제2대에서 개선된, 제3대 창힐이 출시되었다.
- 1985년 : 제4대 창힐이 미국에서 출시되었다.
- 1987년 : 중국 선전 과학원으로 돌아간, 문화과학기술회사 총지배인 任兩儀이, 취진대자고(聚珍大字庫)와 제5대 창힐수입법을 발표했다. 제5대는 정·간체자를 통합하고, 약 6만자를 모았으며, 보조자형을 추가하고 약간의 코드를 수정했다. 제3대 및 제5대 코드 변경 문자 비교표는 주방푸 공작실의 "제5대 창힐수입법 안내서" 책에 수록되어 있다.
- 1990년, 창힐 시스템의 개념을 사용하여 정보 산업 개발 마이크로소프트 중국어 윈도우 3.0 시스템의 대만 연구소와 협력했다. 나중에 주방푸 및 마이크로소프트 관계가 파기되고, 윈도유 시스템이 다른 한자 인코딩 시스템으로 바뀌면서, 자체적으로 제3대 창힐수입법이 업데이트되어(일부 이체자를 수정하고 홍콩자 일부를 추가했지만 잘못된 코드가 존재했다), 이것이 현재 주류 버전이 되었다.  현재, 이 버전을 이른바 "3대창힐(三代倉頡)"이라고도 한다.
- 2002년 : 주방푸는 그의 포럼에서 "창힐수입법의 마지막 버전 —— 제6대가 완성되었고, 그에 따라 중국어 CPU가 설계되었다."라고 언급했다. 주방푸는 입력 방법을 무시했기에, 선훙롄에게 양도되었다. 제6대 창힐수입법은 "창힐검자법(蒼頡檢字法)"으로 개명되어 원래는 공개되지 않았고, 주방푸 공작실과 관계를 맺은 전문가와 학자들에 의해서만 사용되었으며, 2013년까지 창힐수입법 사용자들에게 공개되지 않았다. 일반적으로 "6대(六代)"라고 알려져 있지만, 실제로는 창힐수입법의 새 버전으로 간주되지 않으며, 반대로 창힐에서 파생된 새로운 입력 방식과 비슷하다.

「面(면)」, 「非(비)」두 글자는 창힐 제3대와 제5대를 식별하는데 사용할 수 있다.
- 3대 : 「面」자 추출코드 MWYL(一田卜中　), 「非」자 추출코드 LMYYY(中一卜卜卜)
- 5대 : 「面」자 추출코드 MWSL(一田尸中　), 「非」자 추출코드 LMSY(中一尸卜　)
- 蒼檢：「面」자 추출코드 MWS(一田尸　　), 「非」자 추출코드 LSY(中尸卜　　)

### 소프트웨어 지원
- 마이크로소프트 윈도우

Windows 95/98/NT/ME/2000/XP 등의 운영체제에 내장된 창힐수입법은 제3대의 수정된 버전이다. Windows Vista/7/8에 내장된 창힐수입법은 제3대와 제5대와 호환된다. (기본적으로 제3대만 지원되며, CNS11643 중국어 표준 교환 코드 자근을 설정하면, 동시에 제3대와 제5대를 지원할 수 있다.) Windows 10의 기본 제공 창힐수입법은 제3대만 지원하며, 제5대와 호환되지 않다.
- 매킨토시

Mac OS X 10.4 내에 제5대가 포함되어 있다.
- 리눅스

SCIM과 gcin은 제3대와 제5대를 모두 제공하며, OXIM같은 일부 모델은 제5대만 제공한다.
- 기타

전자 사전 및 기타 플랫폼, 중국어 전체 문자 라이브러리, 한자 구성 데이터베이스 보관됨 2020-09-17 - 웨이백 머신 및 기타 한자 데이터베이스 검색 시스템은 모두 제3대를 채택했다. 주방푸가 추진한 중국 도서관 코드는 제5대를 사용한다.
또한 인터넷에는 제3대와 제5대 모두 가능한 자체 제작된 창힐수입법이 많이 있으며, 예를 들어 馬來西亞。倉頡之友가 제작한 창힐 제5대 통용판 및 국제버전이 있으며, 홍콩 버전은 창힐 제5대를 채택했다.

## 코드 입력법
위키책에 창힐수입법 관련 문서가 있습니다.

### 창힐 자판

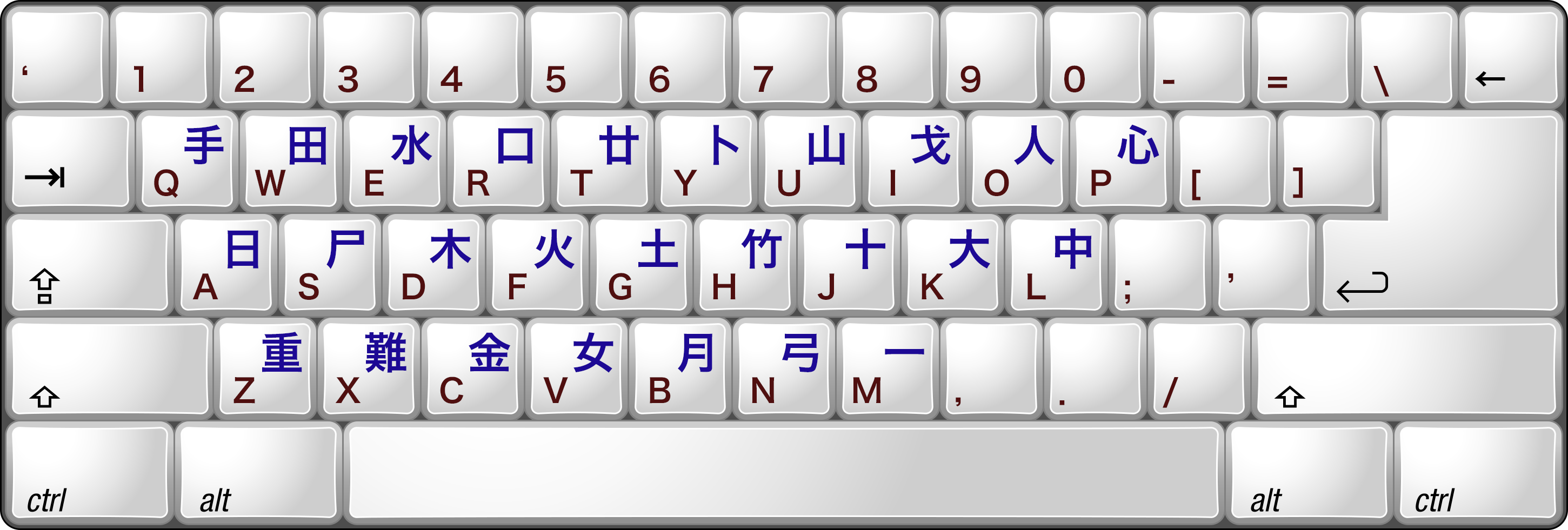
창힐수입법이 적힌 컴퓨터 자판 배열

창힐의 기본 문자 구성 요소는 "자근(字根)"또는 "자모(字母)"라고 한다.
총 24개와 특수 키 2개로 나뉜다. 이 키들은 26개의 영문자에 하나씩 대응한다. 24개 자근(기본자형, 基本字形)은 약 76개의 보조 자형(輔助字形)과 관련이 있으며, 대부분의 경우 기본 모양의 구성 요소를 회전 또는 중첩 버전으로 사용한다. 예를 들어, 문자 A(日, 날 일)는 그 자체로, 약간 넓은 曰(가로 왈), 또는 90 ° 회전을 나타낼 수 있다. 창힐 자모는 철학류/필획류/인체류/자형류의 네 가지 분류한다.
| 분류           | 키 | 기본자형 | 보조 자형과 의미 |
| -------------- | -- | -------- | --- |
| 철학류(哲理類) | A  | 日       | 日, 曰, (巴에서) 90° 돌린 日 |
| 철학류(哲理類) | B  | 月       | 目, 冂, 爫, 冖의 위쪽 4획, 炙, 然, 祭의 위쪽 및 왼쪽 윗부분, 豹, 貓의 왼쪽위 4획, 骨의 위쪽 4획 |
| 철학류(哲理類) | C  | 金       | 그 자체, 丷, 八, 四, 匹의 두 번째 2획 |
| 철학류(哲理類) | D  | 木       | 그 자체, 寸와 才의 첫 2획, 也와 皮의 첫 2획 |
| 철학류(哲理類) | E  | 水       | 氵, 暴 및 康의 끝 5획(氺), 又 |
| 철학류(哲理類) | F  | 火       | 小 자형, 灬, 當과 光의 첫 3획 |
| 철학류(哲理類) | G  | 土       | 그 자체, 또는 士 |
| 필획류(筆畫類) | H  | 竹       | 삐침 또는 짧은 삐침, 강희자전 부수 竹, 笨과 節의 윗부분 |
| 필획류(筆畫類) | I  | 戈       | 점, 床, 庫, 厶 자형의 첫 3획(广) |
| 필획류(筆畫類) | J  | 十       | 十형 자형과 宀 자형 |
| 필획류(筆畫類) | K  | 大       | 乂를 포함한 X자형 자형, 그 외에 右와 疒 등의 1-2획 |
| 필획류(筆畫類) | L  | 中       | 세로획, 衤 외에 書와 盡의 첫 4획(肀) |
| 필획류(筆畫類) | M  | 一       | 가로획 외에 孑, 刁, 厂 자형과 工 자형의 끝획 |
| 필획류(筆畫類) | N  | 弓       | 세로획 및 갈고리 |
| 인체류(人體類) | O  | 人       | 파임, 강희자전 부수 人, 丘와 乓의 첫 2획, 知, 攻, 氣의 첫 2획, 兆의 끝 2획 |
| 인체류(人體類) | P  | 心       | 강희자전 부수 忄, 心 2째 획, 恭, 慕, 忝의 끝 4획, 匕 자형, 七 자형, 代, 勹 자형의 끝 2획 |
| 인체류(人體類) | Q  | 手       | 강희자전 부수 手 |
| 인체류(人體類) | R  | 口       | 강희자전 부수 口 |
| 자형류(字形類) | S  | 尸       | 匚, 己의 첫 2획, 司, 刀의 첫획, 成, 豕의 3째획, 長, 髟의 첫 4획 |
| 자형류(字形類) | T  | 廿       | 두 세로획과 연결된 한 가로획, 강의자전 부수 艸와 변형 艹 (가로획이 연결 및 끊어짐 여부) |
| 자형류(字形類) | U  | 山       | 위로 뚫린 형태의 3줄 상자 형태 |
| 자형류(字形類) | V  | 女       | 오른쪽 갈고리, V 자형, 艮, 衣, 長의 끝 3획 |
| 자형류(字形類) | W  | 田       | 그 자체, 내부에 4줄 가량의 상자 형태, 母와 毋의 첫 2획 |
| 자형류(字形類) | Y  | 卜       | 卜 자형 및 회전된 형태, 辶 자형, 斗의 첫 2획 |
| 특수 키        | X  | 難       | 특별한 "어려운 단어"에 사용된다. 예를 들어 臼(구, HX), 卍(만, NX)등. 참고:難 로 입력해도「難」글자는 출력되지 않는다.                                                                                               |
| 특수 키        | Z  | 重       | 제3대 이후에 나왔으며, 구두점 입력에 사용되며, 예를 들어 고리점 입력시「。Ｚ難日木 」으로 적는다. 다른 변형에 따라 해당 키의 표기가 다르기도 하며, 주로「重(중)」, 「片(편)」, 「符(부)」, 「標(표)」등등이 쓰인다. |

각 창힐 자근의 보조 자형은 창힐수입법의 다른 버전간에 약간 변경되어 있다. 이것이 창힐수입법의 다른 버전이 완전히 호환되지 않는 한 가지 이유이다.
처음 24개의 창힐 자모를 변형하여 "보조 자형"을 파생시켜 모든 한자를 표현할 수 있다.
예를 들어「水(수)」에서 「氵(삼수변)」과「又(우)」가 파생되고,「中(중)」에서 「丨(세로획)」이 파생되고,「弓(궁)」에서「亅(갈고리)」가 파생된다.

### 파자 개요

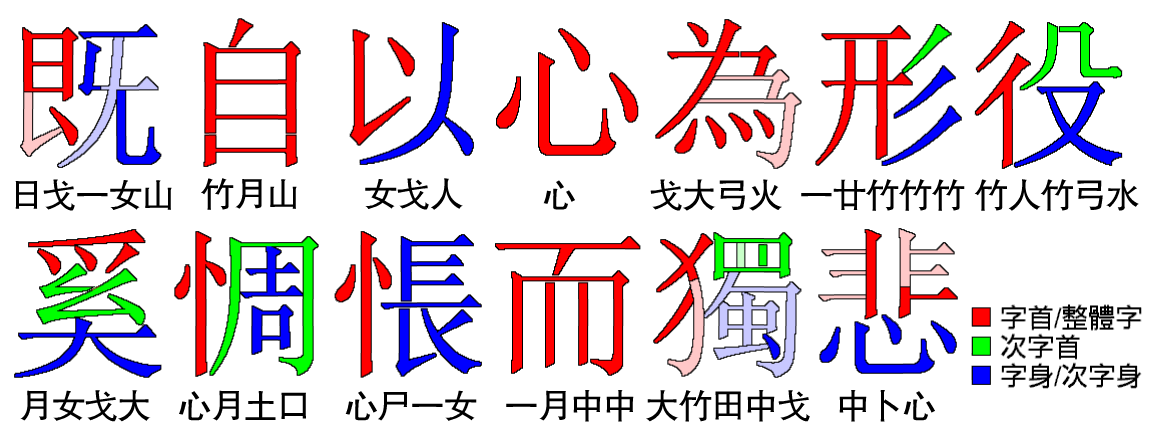
창힐수입법의 코드 추출 예제

시각적(非字义 또는 필순)에 따라 한자는 머릿글자(字首)와 몸글자(字身)으로 나뉘며, 머릿글자 부분은 가장 왼쪽, 가장 위쪽, 가장 바깥 부분, 나머지는 몸글자이다.
머릿글자는 최대 2개까지, 몸글자는 최대 3개까지 할당된다. 머릿글자와 몸글자를 병확히 분리할 수 없는 경우(예: “东”), 한꺼번에 할당된다. 한개 문자는 적어도 하나 이상 코드로 입력되며, 가장 긴 코드는 5개다. 코드를 작성한 후 스페이스바 키(조자(组字) 키라고도 부름)을 누르면, 문자 하나(자형)를 출력할 수 있다.

### 기본 규칙
입력자는 창힐 코드에 도달하기 위해, 문자를 분석하는 방법을 정의하는 몇가지 파자 규칙을 잘 알고 있어야 한다.
- 파자 방향: 머릿글자에서 몸글자 순으로. 즉, 왼쪽에서 오른쪽, 위에서 아래, 내부에서 외부.
- 자근이 시각적으로 붙어있는 형태: 4개의 창힐 코드, 즉 첫번째, 두번째, 세번째, 마지막 코드.
- 두개의 자근(예: 你)으로 분류되어 시각적으로 떨어져있는 형태: 파자 규칙의 방향에 따라 2개의 기하학적으로 연결된 자근(즉, 人과 尔)을 식별하고, 그런 다음 첫 번째 자근의 첫 번째 및 마지막 코드와 두 번째 자근의 첫 번째, 두 번째 및 마지막 코드를 가져온다.
- 여러 자근(예: 謝)으로 분리될 수 있는 시각적으로 떨어져있는 형태: 파차 규칙의 방향 (즉, 言)에 따라 기하학적으로 연결된 첫 번째 자근을 식별하고 해당 양식의 첫 번째 및 마지막 코드를 가져온다. 다음으로, 나머지 (즉, 射)를 자근(즉, 身과 寸)으로 분해하고, 첫 번째 자근의 첫 번째 및 마지막 코드와 마지막 자근의 마지막 코드를 가져온다.

이 규칙은 아래의 다양한 원칙을 따른다.
- 간결하게(精簡, 정간) — 두 개의 파자가 가능하다면 더 짧은 파자가 정확하다.
- 완전하게(完整, 완정) — 같은 길이의 두 개 파자가 가능하다면, 더 복잡한 형태를 먼저 식별하는 것이 올바른 파자이다.
- 자형특징(字型特徵) — 파자는 부수 형태를 반영해야 한다. 즉, (1) 가능하다면 동일한 코드를 두 번 이상 사용하지 말아야하며, (2)자형의 구석에 문자의 자형을 "자르지 말아야한다"
- 생략(省略)
  - 부분생략(部分省略) — 완전한 분해내의 코드 수가 허용된 코드 수를 초과할 때, 여분의 코드는 무시된다.
  - 포함생략(包含省略) — 파자할 문자의 일부와 형태가 밀폐형인 경우, 밀폐형의 자형만 파자되고, 밀폐형 형태 자체는 생략된다.

### 예시
| 한자 | 분리 | 코드 번호                  | 소유 코드        | 키보드 키 | 키보드 키 |
| --- | --- | -------------------------- | ---------------- | --------- | --------- |
| 串 | 머릿글자와 몸글자를 분할할 수 없음 | 최대 4 . 1 코드 할당       | 中中             | 中        | L         |
| 理 | 머릿글자:王 . 몸글자:里 | 最多取 2 . 3 코드 할당     | 一土 . 田土      | 一土田土  | MGWG      |
| 菇 | 머릿글자:艹 . 다음 머릿글자:女 . 다음 몸글자:古 | 最多取 2 . 1 . 2 코드 할당 | 廿 . 女 . 十口   | 廿女十口  | TVJR      |
| 語 | 머릿글자:言 . 다음 머릿글자:五 . 다음 몸글자:口 | 最多取 2 . 2 . 1 코드 할당 | 卜口 . 一一 . 口 | 卜口一口  | YRMR      |
| \| 註︰ \| 위의 숫자는 코드 작성 규칙의 범주이다. 기본적으로, 자형이 2개로 분할되는 경우, 가장 왼쪽•가장 위쪽•가장바깥쪽 머릿글자는, 보조 자형에 따라 처음과 마지막 두개의 코드를 가져온다. 나머지 몸글자 부분에 대해서는, 특정 규칙에 따라 3개로 분할하면, 모든 한자를 분해할 수 있다. \| | |                            |                  |           |           |
| 註︰ | 위의 숫자는 코드 작성 규칙의 범주이다. 기본적으로, 자형이 2개로 분할되는 경우, 가장 왼쪽•가장 위쪽•가장바깥쪽 머릿글자는, 보조 자형에 따라 처음과 마지막 두개의 코드를 가져온다. 나머지 몸글자 부분에 대해서는, 특정 규칙에 따라 3개로 분할하면, 모든 한자를 분해할 수 있다. |                            |                  |           |           |

- 車 (chē, 거)
  - 이 문자는 시각적으로 연결되어 있으며, 한개의 가로획 부분으로 구성되어 있으므로, 위에서부터 아래까지 첫 번째, 두 번째, 마지막 창힐 코드를 가져온다.
  - 창힐 코드는 十 田 十 (JWJ)로, 이 예에서의 코드의 기본 자형에 대응한다.example.
- 謝 (xiè, 사)
  - 이 문자는 시각적으로 연결되지 않은 부분이 수평으로 배열되어 구성된다. 초기 파자의 경우 이를 言과 射 부분으로 처리한다.
  - 첫 부분인 言은, 시각적으로 상단-하단 간이 떨어져있다. 여기서 첫번째(卜 Y의 보조자근 "亠") 와 마지막 부분(口 R의 기본자근 "口") 을 가져와서 卜 口 (YR)으로 이른다.
  - 둘째 부분 射은, 다시 시각적으로 좌우간이 떨어져 배열되어 있다. 두 부분은 身과 寸으로 분리된다.
    - 여기서 첫 부분인 身에서, 첫번째 및 마지막 코드를 가져온다. 둘다 짧은 삐침이므로, 첫번째 및 마지막 코드 모두 竹 竹 (HH)이다.
    - 여기서 둘째 부분인 寸에서, 마지막 코드를 가져온다. 이것은 시각적으로 떨어져있고 두 부분으로 이루어지므로, 첫 번째 부분은 바깥 형태이고, 두 번째 부분은 가운데의 점 부분이다. 마지막 코드는 점에 대응되는 戈 (I)이다.

  - 최종적으로 본 문자의 창힐 코드는 각각의 卜 口 (YR) 竹 竹 (HH) 戈 (I) 코드를 합쳐서, 卜 口 竹 竹 戈 (YRHHI)이다.
- 谢 (謝의 간화자)
  - 이 예는 첫째 부분이 讠인 점을 제외하고는 위와 같다. 첫째와 마지막 코드는 戈 (I)와 女 (V)이다.
  - 위의 예와 같은 단계를 반복하면, 戈 女 (IV) 竹 竹 (HH) 戈 (I), 또는 戈 女 竹 竹 戈 (IVHHI)이 나온다.

#### 몇몇 예외 목록
어떤 자형은 규칙에 따라 이런 방식으로 파자되어야 하는지의 여부에 관계없이 항상 같은 방식으로 파자되며, 그러한 예외는 아래와 같다.
| 한자                    | 코드       | 코드                   | 코드                   |
| 한자                    | 제2대      | 제3대                  | 제5대                  |
| ----------------------- | ---------- | ---------------------- | ---------------------- |
| 門                      | 日 弓 (AN) | 日 弓 (AN)             | 日 弓 (AN)             |
| 目                      | 月 山 (BU) | 月 山 (BU)             | 月 山 (BU)             |
| 鬼                      | 竹 戈 (HI) | 竹 戈 (HI) 또는 HUI    | —                      |
| 几                      | 竹 山 (HU) | 竹 弓 (HN)             | 竹 弓 (HN)             |
| 贏                      | —          | 卜 口 月 月 弓 (YRBBN) | 卜 弓 月 山 金 (YNBUC) |
| 虍                      | 卜 心 (YP) | 卜 心 (YP)             | 卜 心 (YP)             |
| 口위의 亡 (吂)          | 卜 口 (YR) | 卜 口 (YR)             | 卜 女 口 (YVR)         |
| 隹                      | 人 土 (OG) | 人 土 (OG)             | 人 土 (OG)             |
| 气                      | 人 山 (OU) | 人 弓 (ON)             | 人 一 弓 (OMN)         |
| 畿에서 田를 제외한 코드 | 女 戈 (VI) | 女 戈 (VI)             | 女 戈 (VI)             |
| 鬥                      | 中 弓 (LN) | 中 弓 (LN)             | 中 弓 (LN)             |
| 阝                      | 弓 中 (NL) | 弓 中 (NL)             | 弓 中 (NL)             |

일부 파자할 수 없는 자형은 X로 표현된다.(창힐 키보드에서  難(난) 키로 나타낸다)
| 한자 | 코드 (제5대) | 코드 (제5대) |
| ---- | ------------ | ------------ |
| 臼   | 竹難         | HX           |
| 與   | 竹難卜金     | HXYC         |
| 興   | 竹難月金     | HXBC         |
| 盥   | 竹難月廿     | HXBT         |
| 姊   | 女中難竹     | VLXH         |
| 齊   | 卜難         | YX           |
| 兼   | 廿難金       | TXC          |
| 鹿   | 戈難心       | IXP          |
| 身   | 竹難竹       | HXH          |
| 卍   | 弓難         | NX           |
| 黽   | 口難山       | RXU          |
| 龜   | 弓難山       | NXU          |
| 廌   | 戈難火       | IXF          |
| 慶   | 戈難水       | IXE          |
| 淵   | 水中難中     | ELXL         |
| 肅   | 中難         | LX           |

### 정체자·간체자 출력
창힐수입법은 소수 정·간체자를 동시에 출력할 수 있으나, (Microsoft Windows와 같은) 플랫폼에서, 간체 창힐 입력 일부가 비표준적 조자법으로, 원래 표준 코드 규칙과 맞지 않아, 전체 입력에 익숙한 사용자는 약간의 적응이 필요하다. 일부 외부 창힐수입법은 내결함성 코드도 채택하여, 동일한 한자가 다른 코드 규칙을 가질 수도 있다.
예시:
| 간체자 | 코드     | 참고 |
| ------ | -------- | --- |
| 饮     | 弓女弓人 | 정체자 「飲」의 머릿글자 코드는「人」이나, 간체화된 「饣」의 머릿글자 코드는「弓」형이기 때문에,「饮」의 전체 코드는「弓女弓人」이다.                    |
| 纟     | 女一     | 정체에서, 練、絲、紅 문자의「糸」부분 머릿글자 코드는「女火」이나, 간체화된 练、红의 입력법은「女一」이다.                                               |
| 东     | 大木     | 「大木」글자가 서로 맞물려, 「东」자를 형성한다.「陈」（陳）글자는「阝」（弓中）＋「东」으로, 이 문자의 코드는「弓中大木」이다.                          |
| 广     | 卜竹     | 「廣」의 머릿글자 코드는「戈」이나, 간체자「广」은 보조 자형이므로, 단독으로 사용할 때는 나뉘어서「卜竹」로 적어야 한다.                                 |
| 关     | 金一大   | 마이크로소프트에서는 전통서법에서 따온 코드 분리로, 머릿글자 코드는 「廿」대신「金」으로 하여, 전체 코드는 「金一大」이다. 표준 창힐 코드는「廿大」이다. |
| 页     | 一月人   | 정체 「頁」은「一月山金」이나, 간체자는「一月人」으로, 끝 코드는「金」대신「人」이다.                                                                    |
| 讠     | 戈弓     | 말씀언변의 간체자, 마이크로소프트에서는 「戈弓」로 쓰인다. 예를 들어「订」자는 「戈弓一弓」로 입력한다. 그러나 표준 창힐 코드는「戈女」이다.             |

그러나, 대부분의 문자, 즉 国田一土戈　, 边卜大尸　　, 应戈火一　　, 这卜卜大　　, 过卜木戈　　 같은 문자는 기존의 창힐 코드 작성 원칙을 준수하므로, 따로 적응할 필요가 없다.

## 기타 기능
| 자형 입력기    | 출범시기 | 보조 자근 수                                  | big5 상용문자 코드중복 비율 共5401個字           |
| -------------- | -------- | --------------------------------------------- | ------------------------------------------------ |
| 창힐수입법     | 1976년   | 140개(난자근 포함)                            | 3대: 434÷5401=8.04%                              |
| 정마           | 1980년   | 약 170개                                      | 불명                                             |
| 오필자형수입법 | 1983년   | 약 200개                                      | 불명                                             |
| 대이수입법     | 1988년   | 약 250개                                      | 3코드 : 2115÷5401=39.16% 4코드 : 613÷5401=11.35% |
| 무하미수입법   | 1989년   | 기본자근 약 350개 간속자근(簡速字根) 약 150개 | 2515÷5401=46.57%                                 |
| 행렬30수입법   | 1992년   | 300개 초과                                    | 1064÷5401=19.70%                                 |

창힐 및 속성에는 Ｚ難？？　를 입력하여 구두점을 입력할 수도 있다. 속성에서는 머릿글자 및 꼬리 코드가 사용되거나, 전각을 선택하여 키보드의 해당 반각 문장부호를 직접 누른다. 또한 Ctrl+Alt+,를 동시에 누르면 기호 상자가 나타난다.
첫번째 ？는 A, B,C중 하나일 수 있고,
두번째 ？는 A에서 Y중 하나일 수 있다.
가장 흔한 예시로 。Ｚ難日木　, 그리고 ，Ｚ難日月　가 있다.

### 사용 현황
- 대만 : 2011년 보스터(波仕特) 조사 보고서에 따르면 대만의 창힐수입법 비율은 9.9%이다. 나머지는 주음수입법 70%와 무하미수입법(嘸蝦米輸入法) 10.7%이다.[16]
- 홍콩 : 홍콩에는 종합 통계가 없다. 2000년 입력법연구원 리샹위(李祥於)에 따르면, 홍콩에서 가장 많은 사용자를 보유한 입력법은 창힐수입법이다. 연초에 중국 대학에서 개최된 세미나에서, 현장 인근 약 300명의 교사 중 90% 이상이 창힐수입법을 사용했다.[17]2001년 홍콩 중학교 중국어 입력 경연 대회에서, 1,288명의 사람들 중 761명이 창힐수입법을 사용했고, 뒤를 이어 317명이 속성수입법(速成輸入法)을 선택했다. 다른 입력 방법은 4% 미만이다.[18]
- 마카오 : 마카오의 일부 사람들이 창일수입법을 사용한다.

## 초기 창힐 체계
초기 창힐수입법은 문자를 생성하는 방법이 아닌 문자 집합이었으며, 창힐 입력 규칙과 창힐 컨트롤러 보드로 구성된 통합 시스템이었다. 컨트롤러 보드에는 애플 II 컴퓨터의 고해상도 그래픽 모드를 사용하여 문자가 출력
될 때 창힐 코드에서 한자를 동적으로 생성하는 문자 생성기 펌웨어가 들어 있다.
이 초기 시스템에서는 한 예로, 사용자가 文(문)을 입력하기 위해 (예를 들어) "yk"를 입력하면 , 창힐 코드는 문자 인코딩으로 변환되지 않고, 실제 문자열 "yk"가 저장된다. 매우 실제적인 의미에서 각 문자의 창힐 코드(1에서 5개의 소문자와 공백을 더한 문자열)는 해당 문자의 인코딩이다.
이 초기 시스템의 특별한 특징은, 문자 생성기에 임의의 소문자 단어를 보내는 경우 창힐 분해 규칙에 따라 중국어 문자를 구성하려고 시도하기 때문에 때로는 이상한 알 수 없는 문자가 표시되는 것이다. 이 특이한 기능인 "문자 자동 생성"은 실제로 설명서에 설명되어 있으며 시스템에서 처리할 수 있는 약 15,000자의 문자를 10,000개 이상 생성한다.
통합된 문자 생생기의 존재는 파자 중복의 모호성 제거에 사용되는 "X"키의 존재에 대한 필요성을 설명한다. 코드가 출력될 때 문자가 "선택"되기 때문에, 실제로 표시 할 수 있는 모든 문자에는 고유한 창힐 코드가 있어야 한다. 임의의 텍스트 파일이 표시될 때 시스템에서 후보 문자를 제공하는 것이 타당하지 않고 실용적이지 않아, 사용자는 어느 후보 문자가 맞는지 알지 못하게 된다.

## 참고 문헌
- 전 중화 과학기술도서회사(全華科技圖書公司). 倉頡中文資訊碼 : 倉頡字母、部首、注音三用檢字對照 [창힐 중국어 정보 코드 : 창힐 자모,부수,주음 3개 사용 문자 검사 및 비교]. 발행번호 023479. — 창힐 컨트롤러 카드가 있는 초기 창일 체계의 사용자 매뉴얼이다.

## 같이 보기
- 중국어 입력기
- 한어병음수입법
- 주음수입법
- 대이수입법
- 오필자형수입법